# کاوال‌اولوغو (تاش‌اوا)
کاوال‌اولوغو (به لاتین: Kavaloluğu) یک منطقهٔ مسکونی در ترکیه است که در تاشوا واقع شده‌است.